# 祝繼臯
祝继皋（1486年—？年），字師謨，浙江杭州府海寧縣人，明朝政治人物。

## 生平
治《春秋》，正德十一年（1516年）由國子生中式丙子科浙江鄉試第四名舉人，嘉靖二年（1523年）登癸未科會試第一百五十七名，第三甲第五十二名進士。授江西建昌府南丰县知县，历官兵部主事。

## 家族
曾祖祝口。祖父祝淇，封刑部主事。父祝萃，字维真，號虚斋，成化甲辰進士，历官陕西提学副使、廣東布政司左参政，進階嘉議大夫。母褚氏，封安人。慈侍下。行三，兄继賢，千户；继英，正德十四年己卯舉人、贡士；继龙，正德八年癸酉舉人、贡士，官太仆寺丞；弟继华，贡士；继祖，监生；继稷；继夔，监生；继善。祝继英，字思尧，嘉靖十四年以乡贡授繁昌令，在任六年，调繁石城县，弃官归。